# Euselasia procula
Euselasia procula is een vlindersoort uit de familie van de prachtvlinders (Riodinidae), onderfamilie Euselasiinae.
Euselasia procula werd in 1885 beschreven door Godman & Salvin.